# Bīdakhavīd
Bīd Ākhvīd (persiska: بيداخويد, بيد اُخابيت, بيد اَخَويد, بيد اُخويد, بيدَ خابيت, بید آخوید, Bīdākhavīd) är en ort i Iran.   Den ligger i provinsen Yazd, i den centrala delen av landet, 500 km söder om huvudstaden Teheran. Bīd Ākhvīd ligger 2 484 meter över havet och antalet invånare är 245.
Terrängen runt Bīd Ākhvīd är kuperad, och sluttar söderut.Runt Bīd Ākhvīd är det glesbefolkat, med 11 invånare per kvadratkilometer. Närmaste större samhälle är Maḩalleh-ye Jān Bārāzūn, 19,5 km öster om Bīd Ākhvīd. Trakten runt Bīd Ākhvīd är ofruktbar med lite eller ingen växtlighet.